# Södertälje stadshotell
Södertälje stadshotell (även kallat Nya Strandhotellet, idag Quality Hotel Park) är ett hotell vid Järnagatan 9 i centrala Södertälje. Tillsammans med Badhotellet och Villa Bellevue utgör Stadshotellet en sista rest efter Södertälje som badort.

## Bakgrund
I slutet av 1800-talet blev Södertälje känt som exklusiv badort med badanläggningar, park och flera hotell. Badortsverksamheten blomstrande och delar av Stockholmssocieteten tillbringade sommarsäsongen i Södertälje. För att tillgodose den stora efterfrågan efter hotellrum byggdes på stadens initiativ Södertäljes stadshotell vid Järnagatan 9, nära den nya järnvägsstationen som invigdes 1860.

## Historik
Hotellet ritades av Ernst Haegglund och stod klart 1888. Söder om hotellet sträckte sig en park ner till Maren. Då gick strandlinjen längre in och ett varmbadhus låg här (revs 1886). Nuvarande Stadsparken anlades på 1910-talet och motsvarar en del av Stadshotellets park.

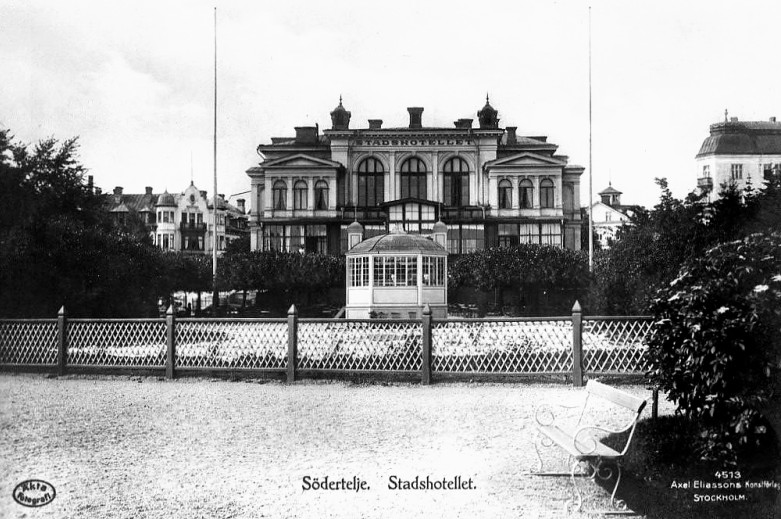
Södertälje stadshotell, fasad mot parken.

Den ursprungligen rik smyckade fasaden existerar inte längre. Huset har blivit om- och tillbyggt ett flertal gånger, bland annat 1941 efter ritningar av Tore E:son Lindhberg. Då tillkom några reliefer över huvudentrén mot Järnagatan. De skapades av Hugo Borgström och visar scener ur Södertäljes historia, bland annat Rysshärjningarna 1719, kanalbygget och bakning av kringlor.
I samband med en ombyggnad 1961 togs fasaderna putsornamentik bort och ersattes med aluminiumplattor. Våningsindelningen ändrades och festsalen krymptes. På 1980-talet tillbyggdes hotellet mot norr och Saltsjötorget med ett 80-tal nya rum och ursprungsbyggnadens fasader återställdes delvis. 9 maj 1990 brann hela våningsplan fem på den äldsta delen. Idag har hotellet 207 rum samt bar, gym och restaurang.

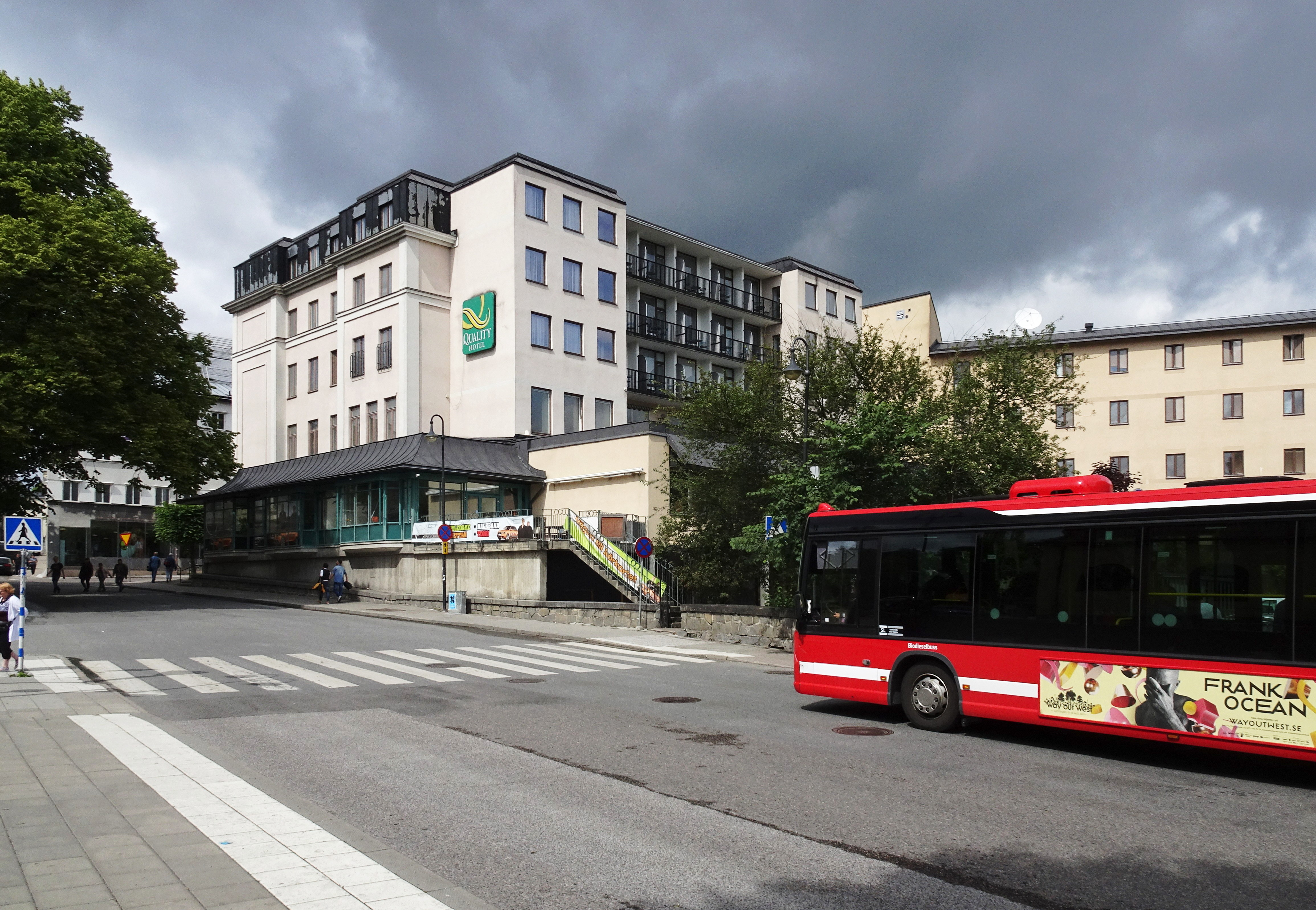
Ursprungsbyggnaden från 1888 och tillbyggnaden från 1983 i bakgrunden.

Enligt Stockholms läns museum har byggnaden ”ett miljöskapande värde, samt ett samhällshistoriskt värde och ett stort identitet- och symbolvärde för Södertälje stad”.